# Se Joga
"Se Joga" é uma canção do cantor de funk carioca Naldo Benny, lançada como single em 16 de abril de 2013, para o álbum Multishow ao Vivo Naldo Benny. A canção conta com a participação do rapper estadunidense Fat Joe.

## Faixas
| Descarga digital |                         |         |  |
| N.º              | Título                  | Duração |  |
| 1.               | "Se Joga" (com Fat Joe) | 3:17    |  |

## Prêmios e indicações
| Ano  | Prêmio            | Indicação     | Resultado |
| ---- | ----------------- | ------------- | --------- |
| 2013 | Caldeirão de Ouro | As 10+ do Ano | 8º Lugar  |

## Desempenho nas paradas
| Paradas (2013)                                 | Melhor posição |
| ---------------------------------------------- | -------------- |
| Brasil (Billboard Hot 100)                     | 5              |
| Brasil (Billboard Hot 100 Airplay)             | 4              |
| Brasil (Billboard Hot Pop & Popular)           | 3              |
| Brasil (Billboard Hot Regional Rio de Janeiro) | 2              |

## Histórico de lançamento
| País           | Data                | Formato          | Gravadora | Ref.        |
| -------------- | ------------------- | ---------------- | --------- | ----------- |
| Brasil         | 16 de abril de 2013 | Download digital | Deckdisc  | [ 3 ] [ 4 ] |
| Estados Unidos | 16 de abril de 2013 | Download digital | Deckdisc  | [ 3 ] [ 4 ] |